# Vouani
Vouani est une ville des Comores, situé sur l'île d'Anjouan, dans la préfecture de Sima.